# Georg von Wöllwarth-Lauterburg

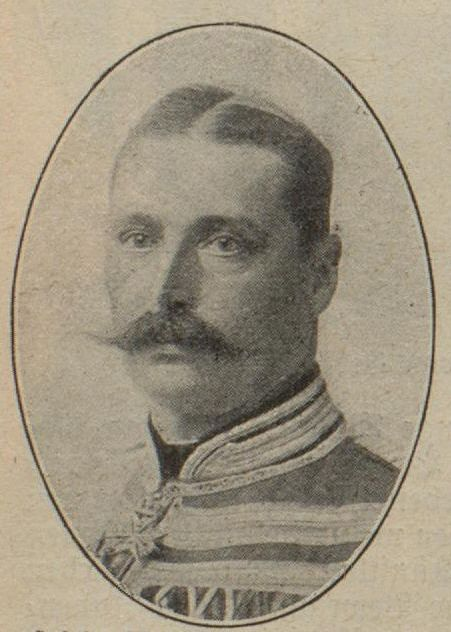
Georg von Wöllwarth-Lauterburg (um 1908)

Georg Freiherr von Woellwarth-Lauterburg (* 12. Juni 1836 in Essingen; † 16. März 1919 ebenda) war Rittergutsbesitzer und Mitglied des Deutschen Reichstags. 

## Leben
Georg Freiherr von Woellwarth-Lauterburg war Sohn von Karl Ludwig Christian Wilhelm von Woellwarth (1800–1867) und dessen erster Frau, Sophie Gräfin von Scheler (1802–1864), Tochter von Georg von Scheler. Der württembergische Generalmajor und Oberhofmarschall August von Wöllwarth-Lauterburg war sein Bruder; der Oberhofgerichtsrat Wilhelm von Wöllwarth war sein Onkel.
Georg von Woellwarth-Lauterburg besuchte das Gymnasium in Stuttgart, die Hochschule Berlin und die Akademie Hohenheim. Vom Jahre 1859 bis 1861 war er Lieutenant im 4. Württembergischen Reiterregiment, von da an ausübender Landwirt auf seinen Gütern in Amalienhof, Lauterburg und Hohenroden. Er war Vorstand des landwirtschaftlichen Gau-Verbandes II, Mitglied des ständigen Ausschusses der Verkehrs-Anstalten und Beirat der Zentralstelle für Landwirtschaft.
Weiter war er von 1870 bis 1918 Mitglied des Württembergischen Landtags, bis 1906 als Vertreter der Ritterschaft in der Zweiten Kammer, danach nach der württembergischen Verfassungsänderung in der Ersten Kammer. Von 1881 bis 1887 war er zudem für die Deutsche Reichspartei Mitglied des Deutschen Reichstags für den  Wahlkreis Württemberg 10 (Gmünd, Göppingen, Welzheim, Schorndorf).
Er war verheiratet mit Emma von Breidenbach, mit der er sechs Kinder hatte.

## Schriften
- unter dem Pseudonym Ferroviarius: 
  - Der preußisch-hessische Eisenbahnvertrag, den Süddeutschen zur Nutzanwendung. Metzler, Stuttgart 1901.
  - Fort mit der Eisenbahnreform! Keine Betriebsmittelgemeinschaft!; Keine Personaltarifreform auf preussischer Grundlage!; Ein Weckruf an das badische Volk und seinen neu gewählten Landtag. Heidelberger Verlags-Anstalt, Heidelberg 1906.
  - Wie kann der württembergischen Eisenbahnrente aufgeholfen werden? Jenz, Ebersbach-Göppingen 1913.
- Erinnerungen aus meinem Leben. Carl u. August Ulshöfer, Stuttgart 1919 (Digitalisat).